# Masresha Bere
Masresha Bere (11 gennaio 1998) è un mezzofondista e maratoneta etiope.

## Palmarès
| Anno | Manifestazione     | Sede  | Evento         | Risultato | Prestazione | Note |
| ---- | ------------------ | ----- | -------------- | --------- | ----------- | ---- |
| 2024 | Giochi Panafricani | Accra | Mezza maratona | dnf       | dnf         |      |

## Campionati nazionali
2019
- 13º ai campionati etiopi, 10000 m piani - 29'33"2

## Altre competizioni internazionali
2016
- Argento alla Mezza maratona di Luzhou ( Luzhou) - 1h03'04"

2017
- Argento alla Mezza maratona di Varsavia ( Varsavia) - 1h01'41"

2018
- 6º alla Mezza maratona di Varsavia ( Varsavia) - 1h02'58"

2021
- Argento alla Maratona di Amburgo ( Amburgo) - 2h10'55"

2022
- 16º alla Maratona di Amsterdam ( Amsterdam) - 2h09'41"
- 6º alla Maratona di Amburgo ( Amburgo) - 2h06'44"

2023
- 5º alla Maratona internazionale della pace ( Košice) - 2h09'04"
- 9º alla Maratona di Amburgo ( Amburgo) - 2h10'12"

2024
- 6º alla Maratona di Enschede ( Enschede) - 2h13'00"